# Marmelete
Marmelete es una freguesia portuguesa del concelho de Monchique, en el distrito de Faro, con 147,67 km² de superficie y 787 habitantes (2011). Su densidad de población es de 7,4 hab/km².
Marmelete ocupa el tercio occidental del concelho, en el corazón de la Sierra de Monchique, a unos 17 km al oeste de Monchique y a unos 15 km al este de Aljezur. Limita al norte con el concelho de Odemira, al este con la freguesia de Monchique, al sur con los concelhos de Lagos y Portimão y al oeste con el de Lagos.
Su principal actividad económica se centra en el sector primario, destacando la producción de corcho, la ganadería de porcino en montanera y la apicultura.
En su patrimonio artístico cabe citar la iglesia matriz de Nuestra Sra. de la Encarnación y la capilla de San Antonio.